# 烏克蘭—北約關係
烏克蘭－北約關係是指乌克兰与北大西洋公约组织之間的关系。兩邊關係始于1991年。

## 歷史
1997年5月6日，一項民意调查显示，37%的乌克兰人赞成加入北约，28%反对，34%的人犹豫不决。
2008年，乌克兰申请加入北约成员行动计划（NATO Membership Action Plan，MAP）。 
2008年4月，北约峰会在布加勒斯特举行，北约决定暂不接納格鲁吉亚和乌克兰為北約成员国；不過北约秘书长夏侯雅伯表示，格鲁吉亚和乌克兰總有一天會成为北约成员國。
2010年乌克兰总统选举結束後，維克多·費奧多羅維奇·亞努科維奇当选烏克蘭總統，此後烏克蘭方面決定暫緩加入北约。烏克蘭親歐盟示威運動期間的2014年2月，亚努科维奇逃离了乌克兰。稍後上台的亚采纽克临时政府同樣表示，烏克蘭暫不加入北約。然而这期间俄国入侵克里米亚和乌克兰东部，以及受2014年烏克蘭議會選舉的影響，烏克蘭新政府決定加入北約並将加入北约列为优先事项 。
自2017年起，由欧尔班·维克托领导的匈牙利政府以保护乌克兰境内少数民族的权利而阻止乌克兰参与任何北约议程。
2019年2月21日，乌克兰修改宪法，将乌克兰加入欧盟和北约寫入憲法。 
2021年布魯塞爾峰會上，北约领导人重申了在2008年布加勒斯特峰会上的立場，即乌克兰未來某天會成為北約的一員，MAP是烏克蘭加入北約进程中不可或缺的一部分。北约秘书长延斯·斯托尔滕贝格强调，俄罗斯無權否决乌克兰加入北约。2022年2月24日，2022年俄羅斯入侵烏克蘭爆發。
根据2005年至2013年期間的民意调查，乌克兰公众对加入北约的意願並不高。然而自从俄乌战争和俄羅斯聯邦併吞克里米亞以來，民众对該國加入北约的意願大幅飆升。根據2014年6月後的民意调查显示，至少有大约50%的受访者支持乌克兰加入北约。根据民主倡议基金会2017年6月的一项民意调查顯示，约 69%的乌克兰人希望加入北约，而在2012年亚努科维奇执政时，这一比例为28%。
2022年9月30日，在2022年俄羅斯吞併烏克蘭四州後不久，乌克兰正式申请加入北约。2023年3月，北约秘书长延斯·斯托尔滕贝格在布鲁塞尔的一次会议上决定无视匈牙利的反对，让乌克兰参与北约在4月召开的会议。4月21日，北约秘书长斯托尔滕贝格表示所有北约盟国都同意乌克兰应该成为北约成员国，不過要到戰爭結束之後烏克蘭才能加入北約。德國國防部長也表示，現在不是讓烏克蘭加入北約的時候。
2023年6月1日，烏克蘭總統弗拉基米爾·澤倫斯基表示，希望北約對烏克蘭加入北約作出明確決定。
2023年7月10日，乌克兰外长德米特里·库列巴表示，北约已决定不再要求乌克兰遵守《北约成员国行动计划》，这意味著乌克兰將縮短加入北约的进程。7月11日，烏克蘭總統澤連斯基稱「我們重視我們的盟友」，但「烏克蘭也值得尊重。」，又稱「邀請和烏克蘭入盟的時間表都沒有確定，這是史無前例的、荒謬的。」北約成員國的英國國防部長本·華萊士稱其要求令人沮喪，還表示他聽到一些美國立法者“抱怨”“我們不是亞馬遜”。7月12日，澤連斯基感謝美國總統喬·拜登，稱“你把這筆錢花在了我們的生命上”，並表示運送集束彈藥將有助於烏克蘭對抗俄羅斯。7月13日，拜登指烏克蘭不能在戰爭期間加入北約，「這不是他們是否應該加入的問題，而是他們何時可以加入的問題。他們將加入北約」。